# Căinari
Căinari è una città della Moldavia situata nel distretto di Căușeni di 4.510 abitanti al censimento del 2004.
Dista 45 km a sud di Chișinău

## Storia
La città è menzionata per la prima volta in un documento ufficiale nel 1525. Al censimento del 1817 risultano 291 famiglie ed una chiesa di legno costruita nel 1778. Alla fine del secolo gli abitanti sono 1.167, 1.460 nel 1910. Alla fine della prima guerra mondiale venne costruita la ferrovia Revaca-Căinari, che permise il collegamento tra il nord ed il sud della Bessarabia

## Località
La città è formata dall'insieme delle seguenti località: (popolazione 2004)
- Căinari (4.184 abitanti)
- Căinari loc staţie (326 abitanti)

## Economia
La maggioranza della popolazione è impegnata nell'agricoltura e nell'industria delle trasformazioni agricole, tra le quali una cantina per la produzione di vino